# Shin'ichi Ōsawa
Pour les articles homonymes, voir Osawa.
Shin'ichi Ōsawa (大沢 伸一, Ōsawa Shin'ichi) aussi connu sous le pseudonyme Mondo Grosso, est un artiste japonais de musique électronique du label Avex Trax. Le nom Mondo Grosso veut dire « vaste monde » en italien. Le HMV japonais plaça Mondo Grosso à la 95e place dans leur « Top 100 des artistes de pop japonaise ».

## Biographie
Shin'ichi Ōsawa est né le 7 février 1967 à Ōtsu dans la préfecture de Shiga. Il était à l'origine le leader et le bassiste du groupe japonais populaire Mondo Grosso, qui a été créé à Kyoto en 1991 sur le label For Life Records. Cependant, en 1995, le groupe s'est séparé et Shin'ichi Ōsawa travailla de plus en plus en solo, collaborant cependant avec de nombreux artistes tels que Monday Michiru, Amel Larrieux, UA, Chara, Dragon Ash et même Ayumi Hamasaki. Dans la progression de ses travaux de collaboration, il devient producteur en 1997.
En 1999 il mit un terme à son label Life Records pour rejoindre Sony Music Associated Records, où ensuite il monta son propre label. Au fil des années, Ōsawa jouera son rôle de producteur pour des artistes tels que bird et Eri Nobuchika. En 2006, Ōsawa changea encore une fois de label, passant de Sony Music Associated Records à Avex Trax.
En 2005, Ōsawa a également produit la musique du très populaire jeu vidéo Lumines sur PlayStation Portable.

En 2008, il remixa le hit numéro 1 Startin' de la star de J-pop japonaise Ayumi Hamasaki. Ce remix apparait sur l'album Ayu-mi-x 6 Gold.
Il participe au projet collaboratif ravex à partir de 2009.

## Discographie

### Mini Albums
1993 - Marble

1994 - Invisible Man

1995 - Pieces From the Editing Floor

### Albums
1993 - Mondo Grosso Etc.

1995 - Born Free

1998 - Closer

2000 - MG4

2003 - Next Wave

2007 - The One

2008 - The One+

2010 - SO2

### Albums Lives
1995 - The European Expedition

### Albums Remixes
1996 - Diggin' Into The Real

1998 - The Man From The Sakura Hills

2000 - Mondo Grosso Best Remixes

2001 - MG4R

2003 - Henshin

### Singles
1995 - Oh Lord, Let Me do No Wrong

1995 - Family

1997 - Laughter in The Rain

1997 - Everyday Life / Thing Keep Changin'

2000 - Life (feat. Bird)

2000 - Butterfly

2000 - Now You Know Better

2001 - Don't Let Go

2002 - Blz

2002 - Everything Needs Love (feat. BoA)

2003 - Shinin'

2003 - 光 (Hikari / Light)

2018 - "False Sympathy" (偽りのシンパシー?) (feat. Aina the End)

### Remixes
1994 - Monday Michiru - Groovement

1996 - Monday Michiru - Adoption Agency

1998 - Ryō - Kieteyo

1998 - Momoe Shimano - Baby Baby Service

1998 - Sugar Soul - Cosmic Family

1998 - Mina Ganaha - Tears

1998 - De De - Everybody

1998 - Monday Michiru - You Make Me

1998 - Lonsome Echo Strings - Fresh

1999 - Bird - Souls

1999 - Wyolica - Kanashii Wagamama

1999 - Bird - Beats

1999 - Monday Michiru - Play It By Ear

1999 - Monday Michiru - Tomorrow's Sunrise

1999 - Wyolica - Kaze Wo Atsumete

1999 - Bird - Kimi No Otoga Kikoeru Bashoe

1999 - Bird - Sora No Hitomi

1999 - Coldfeet - Flavors

1999 - Bird - Michiteyuku Kuchibiru

1999 - Towa Tei - Funkin' For Jamaïca

2000 - Wyolica - 'Ai Wo Utae'

2000 - Eli & Hiroshi - 'Arms Of The Black Sky'

2000 - Bird - 'Game'

2000 - Wyolica - 'Sa Ikou'

2000 - Wyolica - 'Honey'

2000 - Bird - 'Oasis'

2000 - Jackson 5 - 'Never Can Say Goodbye'

2001 - Omar - 'Something Real'

2001 - Wyolica - 'Shelter'

2001 - Christal Key - 'Girl's Next'

2001 - Basement Jaxx - 'Romeo'

2001 - MISIA - 'Sunny Day'

2002 - Jamiroquai - 'Love Foolosophy'

2002 - Earth, Wind & Fire - 'Brazirian Rhyme'

2002 - BoA - 'Peace B'

2003 - Archie Shepp - 'Blues For Brother George Jackson'

2003 - Fantastic Plastic Machine - 'Euphoria'

2003 - Tim Deluxe - 'Mundaya'

2004 - G.Rina - 'Wandering Ballon'

2005 - Rosso - '1000 Tambourine'

2005 - Rosso - 'Saxophone Baby'

2006 - Anna Tsuchiya - 'Ah Ah'

2006 - Christopher & Raphael Just - 'Popper'

2006 - Rosso - 'Clover'

2007 - Digitalism - 'Pogo'

2007 - Migthy Dub Kats - 'Magic Carpet Ride'

2007 - Boys Noize - 'Feel Good'

2008 - Felix da Housecat - 'Radio'

2008 - Popular Computer - 'Lost And Found'

### Autres
2018 - Bande-son complète de l'anime Banana Fish